# Kallayil Chandrasekharan Nair
Kallayil Chandrasekharan Nair fue un diplomático, indio.
- De 1940 a 1947 prestó servicios al gobierno del Madras y al departamento de Abastecimiento, Planificación y Desarrollo del Gobierno de la India.
- De 1947 a 1948 fue oficial en la Alta Comisión en Londres.
- En octubre de 1948 entró al servicio Exterior de la India independiente.
- De 1948 a 1951 fue Asistente Comisario de Comercio en la Alta Comisión en Londres
- En 1954 fue empleado en el South Block en Nueva Delhi.
- De 1954 a 1956 fue Asesor Político, de la International Control Commission para la Supervisión y Control en Vietnam y representante político en Saigón y presidente del estado mayor en Saigón de la International Control Commission.
- De 1956 a 1959 fue secretario de embajada de primera clase en Buenos Aires.
- De 1959 a 1960 fue Encargado de negocios en Bucarest.
- De 1960 a 1961 fue consejero de embajada en Bruselas.
- En 1961 fue Comisario de India en Puerto España (Indias Occidentales Británicas) y Georgetown (Guyana).
- De 1962 a 1964 fue Alto Comisionado en Kingston(Jamaica) con comisión como comisionado en Puerto España (Trinidad y Tobago), Georgetown (Guayana británica) y exequatur como Cónsul-General en Paramaribo (Surinam)).
- De 1965 a 1967 fue Alto Comisionado suplente en Colombo.
- De 1967 a 1969 fue secretario de enlace en el ministerio de exteriores en Nueva Delhi.
- De mayo de 1969 a septiembre de 1972 fue Alto Comisionado en Kuala Lumpur.
- De 1972 a 1975 fue Alto Comisionado en Nairobi.[1]